# TTT Riga
Tramvaju un trolejbusu tresta Riga eller bare TTT Riga er navnet på en professionel basketballklub for kvinder fra Riga, hovedstaden i Letland. TTT's basketballteam for kvinder etableredes i hvad dengang var den lettiske SSR den 5. november 1958 som basketballklubben Daugava. Klubben var en af de førende og mest vindende klubber i Europa i det 20. århundredes sidste halvdel. I alt vandt klubben det sovjetiske mesterskab 21 gange, 18 gange vandt klubben hvad i dag kaldes for FIBA EuroLeague for kvinder i perioden fra 1960 til 1977, samt 11 gange den lettiske basketballliga for kvinder. Klubbens holdopstilling bestod i mange år af den legendariske basketballspiller Uljana Semjonova, samt mange andre kendte basketballspillere.